# Chavagnes
Chavagnes era una comuna francesa situada en el departamento de Maine y Loira, de la región de Países del Loira, que el 1 de enero de 2017 pasó a ser una comuna delegada de la comuna nueva de Terranjou al fusionarse con las comunas de Martigné-Briand y Notre-Dame-d'Allençon.

## Demografía
| Gráfica de evolución demográfica de Chavagnes entre 1800 y 2014 |
|                                                                 |

Los datos demográficos contemplados en este gráfico de la comuna de Chavagnes se han cogido de 1800 a 1999 de la página francesa EHESS/Cassini, y los demás datos de la página del INSEE.